# Landsborough Thomson
Arthur Landsborough Thomson (Scozia, 8 ottobre 1890 – Londra, 9 giugno 1977) è stato un ornitologo scozzese, insignito della medaglia Buchanan nel 1962.
Fu presidente della British Ornitologist's Union dal 1948 al 1955.